# Mis

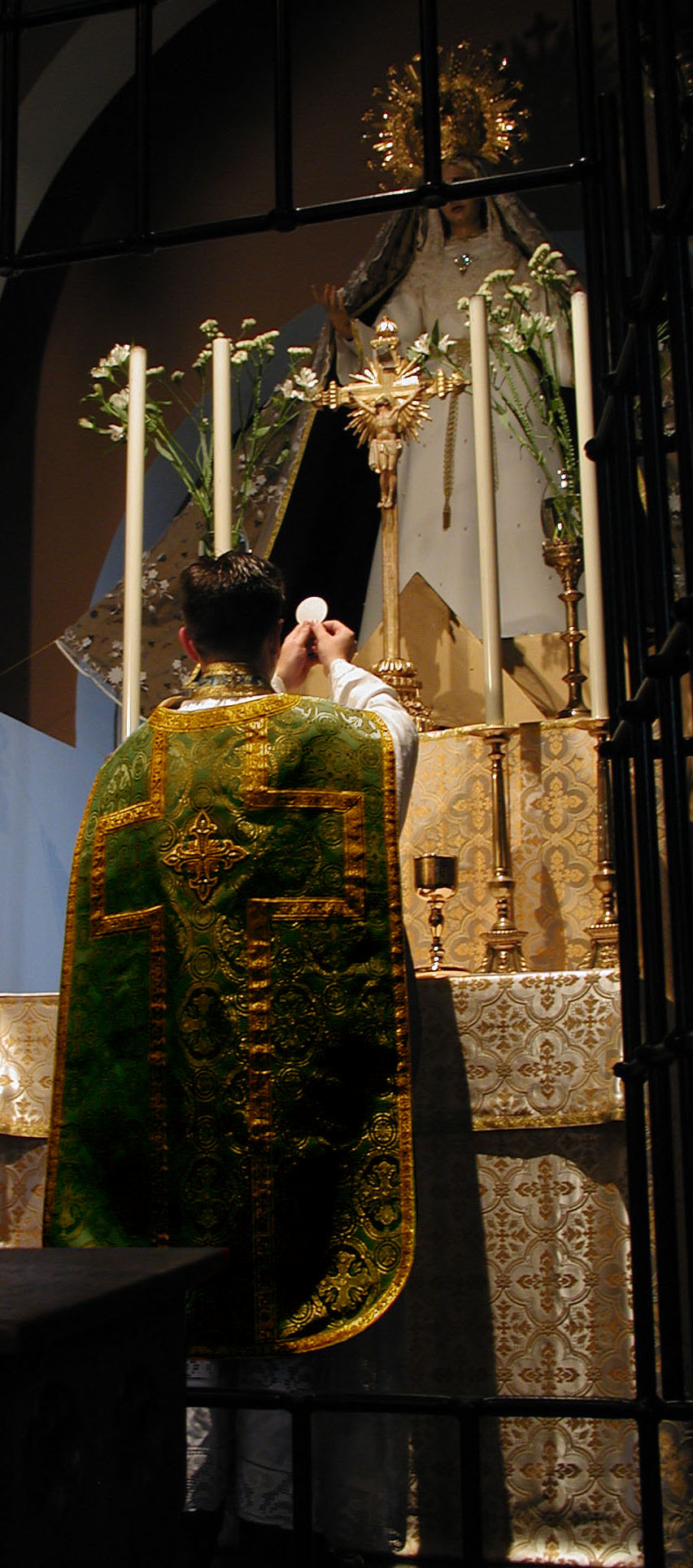
Heilige Mis, in dit geval een traditioneel vormgegeven viering van de Novus Ordo Missae in de kluiskerk in Warfhuizen

Een mis, ook Heilige Mis of, in de oosterse kerken, Goddelijke Liturgie, is in de Katholieke Kerk de gebruikelijke naam voor een religieuze bijeenkomst, meestal in een kerkgebouw, waarbij een priester als celebrant de eucharistie ("het misoffer") viert. Erediensten waarbij geen eucharistie plaatsvindt (bijvoorbeeld vespers of lof) zijn geen missen. Ook de Oud-Katholieke Kerken, de Oosters-Orthodoxie en (soms) de Lutherse Kerk en Anglicaanse Gemeenschap gebruiken deze term. Het woord 'mis' wordt niet gebruikt voor een kerkdienst in een protestantse kerk.
Iedere mis verloopt volgens een vaste structuur van teksten, gezangen en rituelen. De teksten zijn veelal in het Nederlands, maar Latijn is ook mogelijk. Een mis kent grofweg twee onderdelen de 'liturgie van het woord', en de 'liturgie aan tafel' (het altaar). Bij de liturgie van het woord staan de voorlezing van Bijbelteksten (epistel en evangelie) en de overweging (preek) centraal. Bij de liturgie aan tafel staan het lijden, de dood en de opstanding van Jezus centraal, waarbij de gelovige gemeente wordt uitgenodigd om deel te hebben aan de maaltijd van de Heer, en het sacrament van de eucharistie te ontvangen. De mis is volgens de katholieke leer "de onbloedige offerande van het Nieuwe verbond", waarin het lichaam en het bloed van Christus, onder de gedaanten van brood en wijn, door de priester aan het altaar aan God worden opgedragen en het offer van het kruis zodoende wordt hernieuwd. De Oud-Katholieke Kerk heeft hier een gedifferentieerde visie op.

## Etymologie
Het woord 'mis' komt van het woord missa, een Latijns woord voor 'wegzending', en verwijst naar de woorden van de priester of diaken tegen het einde van de liturgie: Ite Missa Est ("Gaat het is de heenzending" of "Gaat, het offer is voltrokken").

## Liturgie van de mis
De Kerk in het Westen gebruikt in de liturgie meestal de Latijnse ritus, in de Kerk van het Oosten is de Oosterse liturgie het meest gebruikelijk.
Lange tijd werd de mis in het westerse christendom enkel in het Latijn opgedragen en gezongen volgens de Tridentijnse ritus, zo genoemd naar het Concilie van Trente dat Paus Pius V ertoe zette de bestaande liturgie vast te leggen. In 1970 kwam een nieuwe liturgie in gebruik, de Novus Ordo Missae, die geïntroduceerd werd onder paus Paulus VI. Om pastorale redenen werd het na het Tweede Vaticaans Concilie ook toegestaan de mis in zijn geheel of gedeeltelijk op te dragen in de landstaal van de gelovigen. Vele parochies hebben dit sinds de tweede helft van de jaren 1960 toegepast. Heden ten dage komen bij hoge uitzondering zelfs zogenaamde 'dialectmissen' voor. Het Tweede Vaticaans Concilie bevestigde tegelijkertijd het Latijn als de taal van de westerse liturgie en het is een wijdverbreid misverstand dat het Latijn zou zijn afgeschaft.
Een mis is een liturgische plechtigheid, die door een priester voor de aanwezigen wordt opgedragen. Men gebruikt ook de termen een mis doen, celebreren, lezen of zingen. Heden ten dage spreekt men soms ook over de voorganger in de liturgie. De priester wordt hierbij geholpen door één of meerdere misdienaars. Veel onderdelen in de mis zijn door de gebruikte symboliek en sacramentele handelingen sterk mystagogisch, wat in de katholieke theologie wil zeggen: het symbool of het ritueel bewerkt een manifestatie van het onzichtbare, oftewel de betekenis achter het symbool wordt werkelijkheid. Dit is speciaal van belang in verband met de betekenis die aan de eucharistie gehecht wordt. Met de eucharistie wordt het offer van Christus aan het kruis niet alleen herdacht, maar volgens de katholieke traditie bij elke viering opnieuw tegenwoordig gesteld. In die zin is de mis ook daadwerkelijk een offerdienst. Dit in tegenstelling tot de protestantse theologie en eredienst, waarin de gebruikte symbolen (brood en wijn) slechts een tekenfunctie, een herinnerings- en gedenkingswaarde hebben en waar de offergedachte nadrukkelijk wordt afgewezen.
In de mis hebben onder meer wierook (geur als van het hemelse, boven het alledaagse uit), kaarsen, de Bijbelboeken, het altaarmissaal (boek met gebeden van de liturgie), het altaar (symbool van het offer van Christus) en bovenal de geconsacreerde hostie (gedaante van brood) en wijn (gedaante van wijn) belangrijke tekenwaarde. Tegelijkertijd heeft de gebruikte symboliek een mystagogische waarde, die de gelovige helpt zich open te stellen voor de werkelijkheid, die in de liturgie zichtbaar wordt.
Sinds enkele decennia kunnen missen ook buiten de kerk beluisterd worden. Deze toepassing heet kerkradio en is bedoeld voor onder andere zieken, ouderen en mensen die om een of andere reden niet in staat zijn hun eigen mis bij te wonen. Tijdens de coronapandemie van 2020, toen het voor kerkgangers onmogelijk of te risicovol was om een mis bij te wonen, zijn veel kerken begonnen met het online streamen van hun wekelijkse misvieringen.

## Opbouw van de mis

### Mis van Paulus VI
Dit is de nieuwe vorm van de Romeinse ritus en thans de meest gebruikelijke manier om de mis te celebreren. De priester is naar het volk gekeerd tijdens het opdragen van de mis. De viering wordt gewoonlijk in de volkstaal opgedragen.

### Tridentijnse Mis
De Tridentijnse mis is de traditionele vorm van de Romeinse ritus, die standaard was vóór het Tweede Vaticaans Concilie (1962-1965). Deze mis wordt steeds ad orientem en in het Latijn gevierd. De lezingen (in sommige gevallen) en de homilie worden daarbij in de volkstaal gegeven. Binnen enkele traditionalistische congregaties, zoals de Priesterbroederschap Sint Pius X, is de Tridentijnse mis de standaard en enige vorm van de Romeinse ritus.

## Misstipendia
Gelovigen kunnen een verzoek richten aan een pastoor of een priester in een klooster om een mis op te laten dragen voor een bijzondere intentie ("misintentie") tegen betaling van een stipendium aan de parochiekerk of het klooster. Gedurende de eredienst wordt gemeld aan wie de mis is opgedragen en een moment van (stil) gebed ingelast voor die persoon of intentie. Meestal heeft een dergelijke misintentie betrekking op een overleden familielid, bijvoorbeeld bij een zeswekendienst of jaardienst. Het Wetboek van Canoniek Recht vraagt dat de bisdommen van eenzelfde kerkprovincie gezamenlijke afspraken maken over de hoogte van de bijdragen van gelovigen bij sacramentele vieringen en begrafenissen.

## De mis in de muziek
Onder een mis kan ook worden verstaan, de ondersteunende muziek, die gecomponeerd is voor de vaste onderdelen van een mis. In de klassieke muziek neemt de mis verschillende vormen aan, zoals vocaal, meerstemmige missen van Palestrina en Byrd, de Hohe Messe van Bach, de Missa Solemnis van Beethoven en de Krönungsmesse en het Requiem van Mozart. Aleksandr Gretsjaninov (1864-1956) schreef de beroemde Missa Festiva, Berlioz (1824) en Louis Vierne zijn componist van een Messe Solemnelle en Andrew Lloyd Webber componeerde ook een Requiem voor zangers, kerkorgel en orkest.
Het ordinarium van de mis, dit zijn de vast wederkerende gezangen, bestaat uit:
1. Kyrie
2. Gloria
3. Credo
4. Sanctus/Benedictus
5. Agnus Dei
6. Ite Missa Est

Het Proprium bestaat uit:
1. Introïtus
2. Graduale
3. Alleluia of Tractus, eventueel met Sequentia
4. Offertorium
5. Communio

## Soorten missen
- Avondmis: mis in de avonduren, oorspronkelijk ter compensatie van het niet kunnen bijwonen van de ochtendmis
- Chrismamis: mis in de Goede Week, waarin de bisschop het chrisma wijdt
- Engelenmis: mis bij de begrafenis van een jong kind (zie ook: requiem)
- Gezongen mis: mis met voorzang door priester, koorzang en/of volkszang
- Hoogmis: de voornaamste en meestal plechtig gezongen mis op zon- en feestdagen.
- Houten mis: oefening waarbij seminaristen aan een niet-gewijd altaar met ongewijd vaatwerk repeteren
- Huwelijksmis: mis waarin een kerkelijk huwelijk voltrokken wordt
- Indultmis: mis die vóór de algemene vrijgave van de buitengewone vorm (in 2007) met toestemming van de lokale bisschop opgedragen werd volgens de Tridentijnse ritus
- Jaardienst: mis ter nagedachtenis van een gestorvene, gehouden jaarlijks op of rond de dag van de begrafenis
- Jongerenmis, jeugdmis of kindermis: mis gericht op jongeren of kinderen
- Laagmis, gelezen mis of stille mis: mis zonder enige vorm van zang (vergelijk: gezongen mis)
- Latijnse mis: een mis die wordt opgedragen in het Latijn, volgens de Novus Ordo Missae of de Tridentijnse ritus (niet te verwarren met Latijnse of Romeinse ritus)
- Requiem, begrafenismis, dodenmis of missa pro defunctis: mis voor de zielenrust van een overledene, voorafgaand aan de begrafenis
- Plechtige (hoog)mis of drie-heren-mis: (hoog)mis met priester, geassisteerd door diakens en/of subdiakens
- Pontificale mis, meestal pontificale hoogmis (met of zonder lof): mis opgedragen door een bisschop met troon, geassisteerd door diakens en/of subdiakens.
- Private mis: een mis die door één priester wordt opgedragen
- Vissersmis: informele benaming voor een zeer vroege vroegmis (om vier of vijf uur 's morgens)
- Votiefmis: een mis die afwijkt van de vaste kerkelijke jaarkalender ("jaareigen") en betrekking heeft op een bepaalde devotie
- Vroegmis: de eerste stille mis op zondagmorgen
- Zeswekendienst, een mis ter nagedachtenis van een overledene, gehouden zes weken na de begrafenis (ter afsluiting van de rouwperiode)
- Zielenmis: mis ter nagedachtenis van een gestorvene

Enkele specifieke vormen van missen:
- Parafrasemis
- Parodiemis